# Alex Gerko
Alexander Gerko, dit Alex Gerko, né le 3 décembre 1979 en Russie, est un trader anglais, fondateur de XTX Markets, dont la fortune dépasse les 10 milliards de dollars en août 2023, ce qui le place en 6e position des traders les plus riches du monde.

## Biographie
Il naît dans une famille juive russe.
Lorsqu'il arrive au lycée, il est admis dans la prestigieuse École 57 de Moscou où il suit des cours de pointe en mathématiques. Il attribuera plus tard son succès professionnel à la qualité de l'enseignement dans cette école.
Il est titulaire d'un Ph.D. en mathématiques de l'Université d'État de Moscou. Il arrive à Londres en 2006 et obtient la nationalité britannique en 2022.
Il commence sa carrière comme trader à la Deutsche Bank. Il entre en 2009 à GSA Capital, une société d'investissement quantitatif qui facturait seulement 0,5% de frais de management à ses clients investisseurs. Il s'y occupe d'abord de trading de monnaies. Il quitte la société en 2015 pour créer XTX Markets, une société de trading algorithmique dont il possède 75% du capital. XTX Markets conserve une position de portefeuille en moyenne pendant 10 minutes avant de la revendre, en utilisant des algorithmes mis au point par Alex Gerko et son équipe de 180 personnes,,. Alex Gerko possède plus de la moitié du capital de XTX.
XTX Markets a donné 40 000 000 £ à des œuvres charitables en faveur de l'Ukraine. Par contre, Alex Gecko n'a pas accepté que Mazars refuse de prendre XTX comme client parce que son patron avait eu la nationalité russe alors même qu'il n'est visé par aucune sanction gouvernementale et qu'il ne possède aucun bien en Russie. Il fait donc un procès à Mazars pour discrimination raciste, tout en ne demandant aucun dommage-intérêt,. De même, il attaque Aviva Investors et LGIM pour discrimation interdite par l'Equality Act 2010 parce qu'ils ont refusé le dépôt de fonds provenant d'une société appartenant à un citoyen anglais d'origine russe

## Vie privée
Il est marié avec Elena, Ph.D., chercheur en économie à la Banque d'Angleterre spécialisée dans la politique monétaire, et ils ont 3 enfants,. Son style de vie est la grande simplicité et la discrétion. Il vit dans les Chilterns où il a une maison en partie souterraine avec un vaste étang.
Il crée en 2024 un Family office nommé Cromulon,. Il investit ses fonds personnels dans l'intelligence artificielle, notamment dans Anthropic. 
Il est très critique de Vladimir Poutine, et souhaite que les sanctions contre la Russie soient considérablement amplifiées.
En janvier 2023, il est désigné comme le plus gros payeur de taxes de Grande-Bretagne, ayant payé 487 000 000 £ d'impôts.

## Œuvres de charité
Outre les aides de XTX Markets à l'Ukraine, Gerko fait des dons pour renforcer les mathématiques à l'école, et sous forme de bourses pour les familles pauvres,.